# Ahiteri
L'ahiteri (Ahytherium aureum) és una espècie extinta de mamífer pilós de la família dels megaloníquids que visqué a Sud-amèrica durant el Plistocè superior, fa entre 12.000 i 781.000 anys. Se n'han trobat restes fòssils als estats brasilers de Bahia i São Paulo. Es tracta de l'única espècie del gènere Ahytherium. Tenia el musell curt i ample. Era més petit i esvelt que el seu parent proper Megalonyx jeffersonii. El nom genèric Ahytherium és una combinació d'ahy, que significa 'peresós' en les llengües tupí-guaraní, i therium, que significa 'bèstia' en grec antic. El nom específic aureum significa 'daurat' en llatí i commemora el jubileu d'or de la Pontifícia Universitat Catòlica de Minas Gerais.